# Saadet IV Giray
Saadet IV Giray, född okänt år, död 1732, var Krimkhanatets khan 1717–1724. 